# Walter von Molo
Reichsritter Walter von Molo (Sternberg, 14 giugno 1880 – Murnau am Staffelsee, 27 ottobre 1958) è stato un romanziere e drammaturgo austro-ungarico naturalizzato tedesco.

## Biografia
Walter von Molo nacque nella cittadina di Sternberg, in Moravia, Impero austro-ungarico (oggi: Šternberk, Repubblica Ceca) da una famiglia aristocratica, discendente di Luigi I d'Assia. Trascorse la giovinezza a Vienna. Si laureò in ingegneria meccanica ed elettrica all'Università tecnica di Vienna nel 1902. Dal 1903 al 1914 fu un funzionario pubblico: ingegnere nel dipartimento brevetti del Ministero dei Lavori pubblici. Diresse una rivista di tecnologia delle costruzioni ("Österr. Wochenschrift für den öffentlichen Baudienst") e una rivista tecnica per l'industria mineraria e metallurgica ("Zeitschrift für Berg- und Hüttenwesen"). Nel frattempo aveva sposato la sua prima moglie, Rosa Richter, dalla quale nel dicembre 1906 ebbe i gemelli Trude e Conrad von Molo, che si dedicheranno in seguito al cinema, la prima come attrice e il secondo come produttore e regista . Nel 1904 Molo cominciò a scrivere opere di narrativa, racconti e romanzi di argomento sociale. Di queste opere, in seguito, Molo accetterà solo quattro romanzi che ristampò nel 1924 con il titolo "Liebessymphonie". In Austria strinse amicizia e corrispose con letterati come Stefan Zweig, Arthur Schnitzler e Richard Dehmel. Scrisse numerosi drammi teatrali, che ebbero tuttavia un successo modesto; il successo gli arrise con una biografia romanzata di Friedrich Schiller in quattro parti ("Ums Menschentum", 1912; "Im Titanenkampf", 1913; "Die Freiheit", 1914; "Zu den Sternen", 1916). Nel 1914 rinunciò alla sua posizione di funzionario statale a Vienna e si trasferì a Berlino.
Durante la prima guerra mondiale rimase in Germania. Fu esonerato dal servizio militare per motivi di salute, e prestò la sua opera come volontario presso il Consolato generale austro-ungarico a Berlino. Iniziò in questo periodo a scrivere biografie di personalità del passato, scelte soprattutto fra coloro che avevano dovuto affrontare anche gravi prove esistenziali (Schiller, Federico il Grande, Lutero, Eugenio di Savoia, Kleist). La Weltanschauung di queste biografie era cristiana e cosmopolita. Le biografie erano curate dal punto di vista storico (Molo ottenne la consulenza di studiosi come Friedrich Meinecke, Heinrich Srbik, Julius Petersen), caratterizzate da un linguaggio espressionista, ed ebbero successo anche all'estero; vennero vietate nella Germania nazista dopo il 1933.

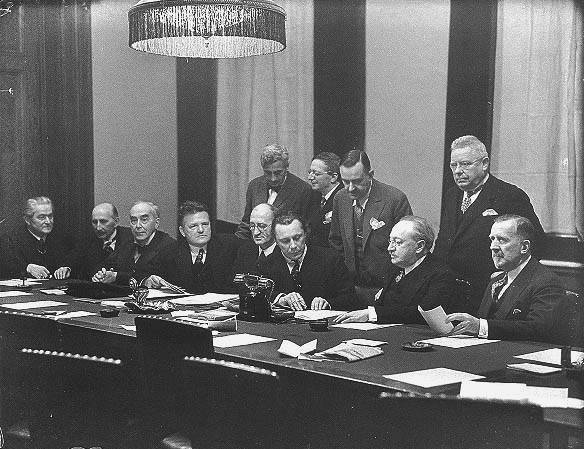
Accademia delle arti, Berlino. Prima fila da sinistra a destra: Hermann Stehr, Alfred Mombert, Eduard Stucken, Wilhelm von Scholz, Oskar Loerke, Walter von Molo, Ludwig Fulda, Heinrich Mann. In piedi: Bernhard Kellermann, Alfred Döblin, Thomas Mann, Max Halbe

Nel 1920, grazie all'appoggio di Stresemann, Molo ottenne la cittadinanza tedesca. Appoggiò con discorsi e scritti la Repubblica di Weimar e si batté contro gli estremisti e l'antisemitismo. Fu attivo nelle organizzazioni professionali e per molti anni fu presidente della Schutzverbandes der deutschen Schriftsteller und des Bühnenschriftstellerverbandes (Associazione per la protezione degli scrittori e drammaturghi tedeschi). Fu uno dei fondatori della sezione tedesca del PEN International e presidente della sezione di Poesia dell'Accademia delle arti di Prussia nel biennio 1928-30.
Dopo l'avvento al potere di Hitler (1933) subì ripetuti attacchi da parte nazista, in particolare da parte dello storiografo antisemita Adolf Bartels e dal settimanale Das Schwarze Korps, come «amico degli ebrei», «pacifista», «antisistema». I suoi libri non furono più ritenuti «degni di pubblicazione» e divennero introvabili. Gli furono revocati tutti gli incarichi e fu costretto a dimettersi da tutte le associazioni culturali, eccetto dalla Goethe-Gesellschaft in Weimar. Rifiutò tuttavia di seguire i suoi due figli all'estero e nel 1934 lasciò Berlino per trasferirsi con la sua seconda moglie Annemarie Mummenhoff nel piccolo villaggio di Hechendorf, nei pressi di Murnau am Staffelsee, dove visse in condizioni difficili.
Nell'immediato dopoguerra una lettera aperta di Walter von Molo a Thomas Mann, pubblicata sul "Münchner Zeitung" del 18 agosto 1945 e quindi sulla rivista Heissische Post, nella quale si invitava Mann a rientrare in Germania, suscitò notevole scalpore. Thomas Mann rispose con un lungo articolo, intitolato Warum ich nicht nach Deutschland zurückgehe [Perché non ritorno in Germania] e pubblicato sul mensile in lingua tedesca «Aufbau» pubblicato a New York, nel quale espose i motivi che lo dissuadevano dal ritornare . La risposta di Thomas Mann suscitò polemiche in Germania, portate avanti soprattutto da Frank Thieß, sostenitore della superiorità morale della cosiddetta "innere Emigration" [emigrazione interna], cioè degli oppositori al nazismo che erano rimasti in Germania, rispetto a coloro che, come Thomas Mann, erano emigrati all'estero. Mann rispose in pubblico con una allocuzione per radio, pubblicata poi anche su vari periodici europei, che suscitò ulteriori polemiche soprattutto in Germania
Nel secondo dopoguerra Walter von Molo continuò la sua attività di letterato. Nel 1948-49 collaborò alla rivista "Ost und West", pubblicata da Alfred Kantorowicz a Berlino (Est) contro la divisione della Germania. Continuò ancora con il suo impegno sociale a favore degli scrittori, per esempio con un articolo sul "Neue Zeitung" n.99/1952 intitolato "Zur Lage des Schriftstellers" [Sulla situazione degli scrittori] e attraverso uno scambio di lettere con il presidente federale della Germania Theodor Heuss. Nel 1949 fu uno dei fondatori, assieme ad Alfred Döblin, dell'Akademie der Wissenschaften und der Literatur di Magonza. La maggior parte dei suoi romanzi furono ristampati in occasione del suo settantesimo compleanno (1950) nella Repubblica Federale Tedesca, e nel 1956 anche nella Repubblica Democratica Tedesca.

## Opere

### Racconti e romanzi
- Wie sie das Leben zwangen, Romanzo, Vita Berlin 1906, nuova edizione 1926
- Klaus Tiedemann, der Kaufmann, 1908. Nuova edizione riveduta e intitolata Lebenswende, 1918
- Im Titanenkampf. Ein Schillerroman, 1913
- Der Hochzeitsjunker. Ein Rennroman, 1913
- Die Freiheit. Ein Schillerroman, 1914
- Der Große Fritz im Krieg, 1917
- Schiller in Leipzig, 1917
- Die ewige Tragikomödie. Novellistische Studien 1906-1912, 1917
- Fridericus, primo romanzo della trilogia Ein Volk wacht auf, 1918
- Luise, secondo romanzo della trilogia Ein Volk wacht auf, 1919
- Das Volk wacht auf, terzo romanzo della trilogia Ein Volk wacht auf, 1921
- Auf der rollenden Erde, romanzo,1923
- Vom alten Fritz. 4 Erzählungen aus dem Leben des großen Königs, 1924
- Bodenmatz, romanzo,1925
- Im ewigen Licht, romanzo,1926
- Die Legende vom Herrn, 1927
- Hans Amrung und seine Frau und andere Novellen, 1927
- Mensch Luther, romanzo,1928
- Die Scheidung. Ein Roman unserer Zeit, 1929
- Ein Deutscher ohne Deutschland. Ein Friedrich-List-Roman, 1931
- Holunder in Polen, romanzo,1933
- Der kleine Held, romanzo,1934
- Eugenio von Savoy. Heimlicher Kaiser des Reichs, romanzo,1936
- Geschichte einer Seele, 1938
- Das kluge Mädchen, romanzo,1940
- Der Feldmarschall, 1940
- Sie sollen nur des Gesetzes spotten, racconti, 1943
- Im Sommer. Eine Lebenssonate, 2 Erzählungen, 1943
- Der Menschenfreund, romanzo,1948
- Die Affen Gottes. Roman der Zeit, 1950
- Ein Stern fiel in den Staub – Heinrich von Kleist, 1958

### Teatro
- Das gelebte Leben, dramma in 4 atti, 1911
- Die Mutter, dramma in 4 atti, 1914
- Der Infant der Menschheit, dramma in 3 atti, 1916
- Die Erlösung der Ethel, tragedia in 4 atti, 1917
- Friedrich Staps. Ein deutsches Volksstück in 4 Aufzügen, 1918
- Der Hauch im All, tragedia in 3 atti, 1918
- Die helle Nacht, commedia in 3 atti, 1920
- Till Lausebums, commedia romantica in 3 atti, 1921. Edizione italiana con prefazione e note di Ervino Pocar, Torino [etc.] : G. B. Paravia, 1945
- Lebensballade, commedia in 12 scene, 1924
- Ordnung im Chaos, commedia in 8 quadri, 1928
- Friedrich List. Ein deutsches Prophetenleben in 3 Aufzügen, 1934

### Sceneggiature
- Luise, Königin von Preußen, film del 1931, regia di Carl Froelich
- Fridericus, film del 1936, regia di Johannes Meyer
- Der unendliche Weg, film del 1942-43, regia di Hans Schweikart